# Konstantin Singwald
Konstantin Singwald (* 24. April 1994) ist ein deutscher Handballspieler.
Singwald spielte anfangs beim HC Erlangen. In der Saison 2014/15 lief er für den deutschen Zweitligisten HSC 2000 Coburg auf, bei dem er meist im linken Rückraum eingesetzt wurde. Ab  Sommer 2015 stand er beim HSC Bad Neustadt unter Vertrag. Aktuell spielt er für die SG Regensburg.